# Aphantaulax ensifera
Aphantaulax ensifera är en spindelart som beskrevs av Simon 1907. Aphantaulax ensifera ingår i släktet Aphantaulax och familjen plattbuksspindlar.
Artens utbredningsområde är São Tomé. Inga underarter finns listade i Catalogue of Life.